# Vermoeden van Hodge
Dit overzicht is mogelijk incompleet; u kunt helpen door het uit te breiden.
Het vermoeden van Hodge is een belangrijk onopgelost probleem in algebraïsche meetkunde, dat  de algebraïsche topologie van een niet-singuliere complexe algebraïsche variëteit en de deelvariëteiten van deze variëteit aan elkaar relateert. Meer in het bijzonder spreekt het vermoeden uit dat bepaalde de Rham-cohomologie klassen algebraïsch zijn, dat wil zeggen dat zij sommen zijn van Poincaré-dualen van de homologieklassen van deelvariëteiten. Het vermoeden van Hodge is een van zeven millenniumprijsproblemen van $1.000.000 dollar die door het Clay Mathematics Institute zijn uitgeloofd voor eenieder die het vermoeden van Hodge bewijst.